# 梅健華
梅健華（英語：Kin Wah Moy，1966年—），美國外交官，生於英屬香港，籍貫廣東省台山市，是第三代華裔美國人，為資深職業外交官，外交官銜為公使。梅健華自2021年6月起就任國務院東亞太平洋局首席副助卿，早前曾任美國國務院情報研究局代理助卿、首席副助卿，2015年至2018年間則曾擔任美國在台協會臺北辦事處處長，是該職首位華裔出身者。梅氏畢業於哥倫比亞大學和明尼蘇達大學，並可通華語和粵語。具有在美國國務院及數座駐外使領館服職的經驗，在外交單位資歷長達二十多年，尤其嫻熟亞太地區事務。

## 經歷

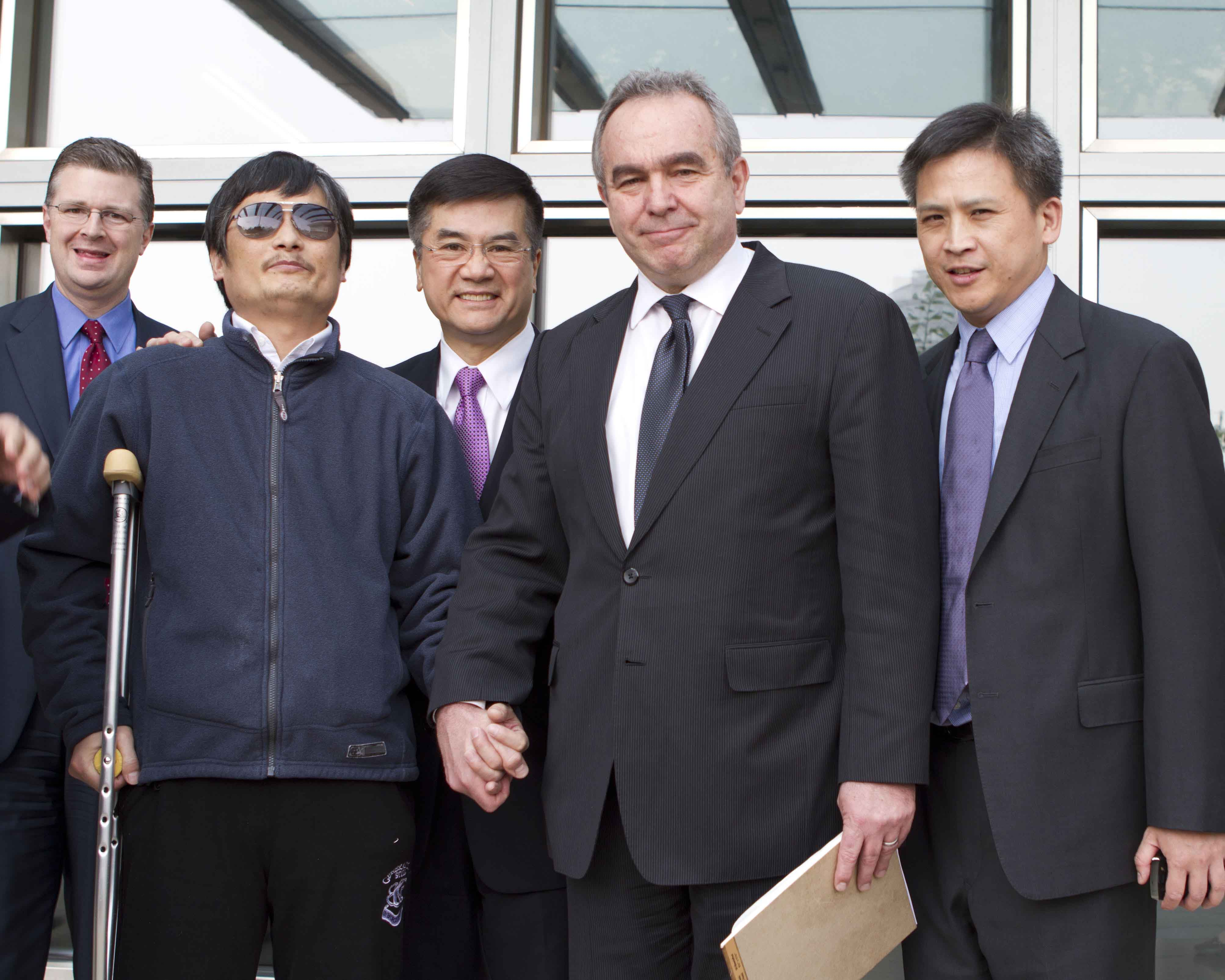
2012年5月，陳光誠（左二）在離開美國駐華大使館前，同美國駐華大使駱家輝（中）、助理國務卿庫爾特·坎貝爾（右二）、副助理國務卿梅健華（右一）等人合影

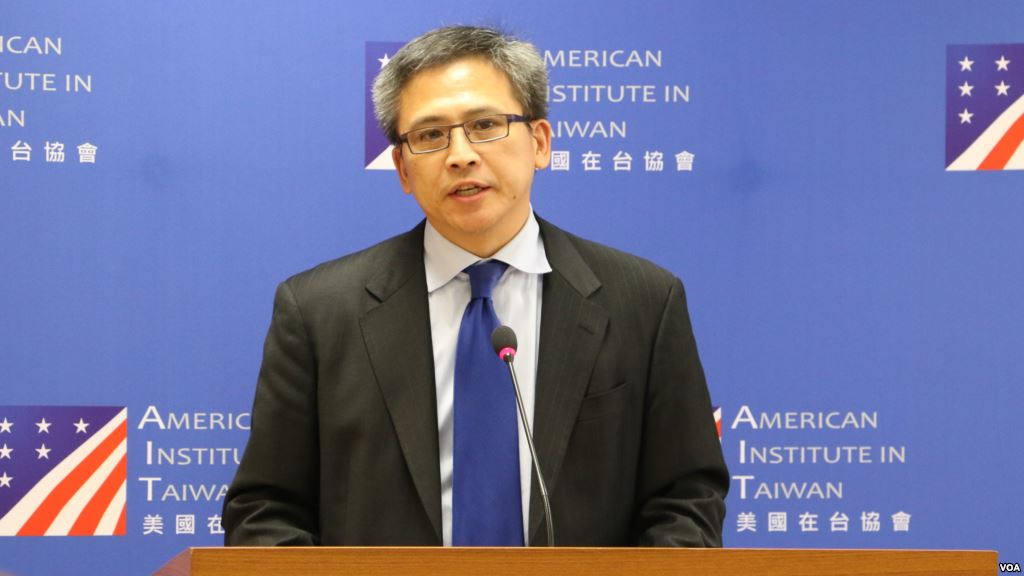
梅健華（美國在台協會處長任內）

梅健華於1994年之前曾派駐美國駐釜山領事館，擔任該館分處新聞官（BPAO）及領事組領事官（CON），亦派駐美國駐韓大使館、美國駐華大使館，1998年離華後調任國務卿馬德琳·歐布萊特辦公室執行秘書處特別助理，1999年後又調至國務院東亞太平洋局，之後歷任國務卿康朵麗莎·萊斯辦公室執行秘書處主任、東南亞海洋處副處長、中國暨蒙古事務處科長、國務卿希拉蕊·柯林頓辦公室副行政秘書等職。2010年獲提名升任參贊。
梅健華派赴台灣之前的前個職務為國務院亞太局中國大陸、台灣和蒙古事務副助理國務卿，任期始自2011年，終於2014年。梅健華於副助卿任內，是美國政府協助中國大陸盲人維權律師陳光誠得以重獲自由的幕後談判人員之一。陳光誠在他的新書《赤腳律師》英文版中，提到當時在美國駐華大使館內與梅健華之間的對話。梅健華稱讚陳光誠的勇氣，並告訴他有時最大的勇氣是能夠排除個人情緒做出困難的決定。梅健華和時任美國駐華大使駱家輝一起，說服北京同意將陳光誠妻兒從山東老家接到北京會面。2012年5月2日，美國亞太助卿坎貝爾牽著陳光誠走出美國駐華大使館，梅健華亦在場陪同。
2014年，梅健華升任公使銜參贊，2015年6月出任美國在台協會處長。並期待與同仁一起推展並強化美台伙伴關係，渠表示：“ 數十年來，台灣與美國人民的共同努力建立了持久的伙伴關係，接下來的幾年將會是美台友誼歷史上的重要時期，除了期待體驗台灣朋友們的人情味與良善之外，我也期待與美國在台協會同仁們一同努力加強美臺關係”，任職3年後，於2018年7月14日卸任離台，返美後擔任國務院情研局首席副助卿。
2020年1月，梅健華等5位資深外交官獲白宮方面提名為職業公使，送交美國國會的參議院外交委員會審議，4月21日獲參院通過。2021年1月20日，就任國務院情研局代理助卿，直至6月15日屆滿，同日回鍋東亞太平洋局擔任首席副助卿。
2024年6月5日，梅健華被總統拜登提名為美國駐越南大使，並待參議院批准。

## 荣誉

### 外国勋章奖章
- 特種外交獎章（中华民国外交部，2018年6月13日颁授[18]）
- 大綬景星勳章（中華民國，2018年7月3日颁授[19]）

## 家庭
梅健華是來自中國廣東台山市移民家庭的第三代，祖父在20世紀初就從廣東台山移民到芝加哥，父親則在廣東台山出生，到1966年梅健華父母再舉家從香港移民到美國，梅健華先在紐約定居，後來在明尼蘇達州長大。梅健華的夫人是陳舲舲，在美國出生，岳父陳松樵是曾任美國駐上海總領事館文化參贊和《美國之音》總編輯的福建裔美國人，岳母為曾永佳，來自台灣台北。陳舲舲與梅健華均畢業自芝加哥大學，曾在台灣學中文，擔任《英文中國郵報》（China Post）記者。梅建华夫妇育有四名子女。